# Torre Tadeo (Borriana)
L'alqueria Tadeo és un monument que està catalogat com a Bé d'Interès Cultural, segons consta a la Direcció General de Patrimoni Cultural de la Generalitat Valenciana, amb inscripció ministerial RI 51-0012326 amb data d'anotació 5 de març de 2009. L'alqueria es troba a uns 300 metres sobre el Camí de Sant Pau, entre els camins del Marjalet i la Mar de Vila-real, a la zona nord del terme de Borriana, a la partida de 'La Torre', a la comarca de la Plana Baixa.

## Descripció històricoartística
L'alqueria Tadeo és una de les poques alqueries fortificades de l'època musulmana que queden en peu en els nostres dies i la seva estructura respon perfectament a les necessitats defensives i agrícoles simultàniament. Les alqueries, en trobar-se més allunyades dels nuclis poblacionals, necessitaven una major protecció davant bandolers i lladres, per la qual cosa fortificaven i passaven a tenir un cert aspecte militar.
Es tracta d'una torre de planta quadrada, que mesura de 6,40 m. de costat, i 9,60 m d'alçada. La fàbrica és de maçoneria amb cantonades reforçades amb carreus. La porta d'accés està situada en el mur est, i presenta un arc rebaixat amb dovelles de carreus. Per la seva banda, la planta baixa presenta coberta amb volta de canó, mentre que la segona planta presenta capçals i revoltó, i, finalment, la tercera, presenta una coberta de teules a quatre aigües, que es recolza en cintres o gelosia de fusta, que va haver-se de construir més tard que la resta de la construcció.
En el costat oriental es va construir un habitatge de dues plantes d'alçada, actualment desaparegut, i que presentava tancat en el seu costat nord. Finalment, davant de la porta d'accés hi havia un pou construït amb carreus, totalment desaparegut en l'actualitat.
La Torre de Tadeo ha sigut rehabilitada en 2016 per l'estudi d'arquitectura i urbanisme Vetges Tu i Mediterrànea. El projecte de rehabilitació ha estat dirigit per l'arquitecte Amando (Tito) Llopis Alonso.